# Einbettl
Einbettl ist ein Dorf innerhalb der oberbayerischen Kreisstadt Starnberg. Das Bayerische Landesamt für Statistik führt Einbettl als eigenständigen Ortsteil Starnbergs. Gemeindepolitisch ist die Ansiedlung dem Starnberger Ortsteil Leutstetten zugehörig, zu dessen Verwaltungsbereich sie bis zur Eingemeindung am 1. Mai 1978 gehörte.

## Lage
Die Ortschaft Einbettl liegt am Nordrand des Leutstettener Mooses an der Ortsverbindungsstraße zwischen Leutstetten und Wangen. Die Bebauung Einbettls beginnt unmittelbar am südlichen Dorfausgang Leutstettens, so dass beide Ortschaften baulich miteinander verwachsen sind.

## Geschichte

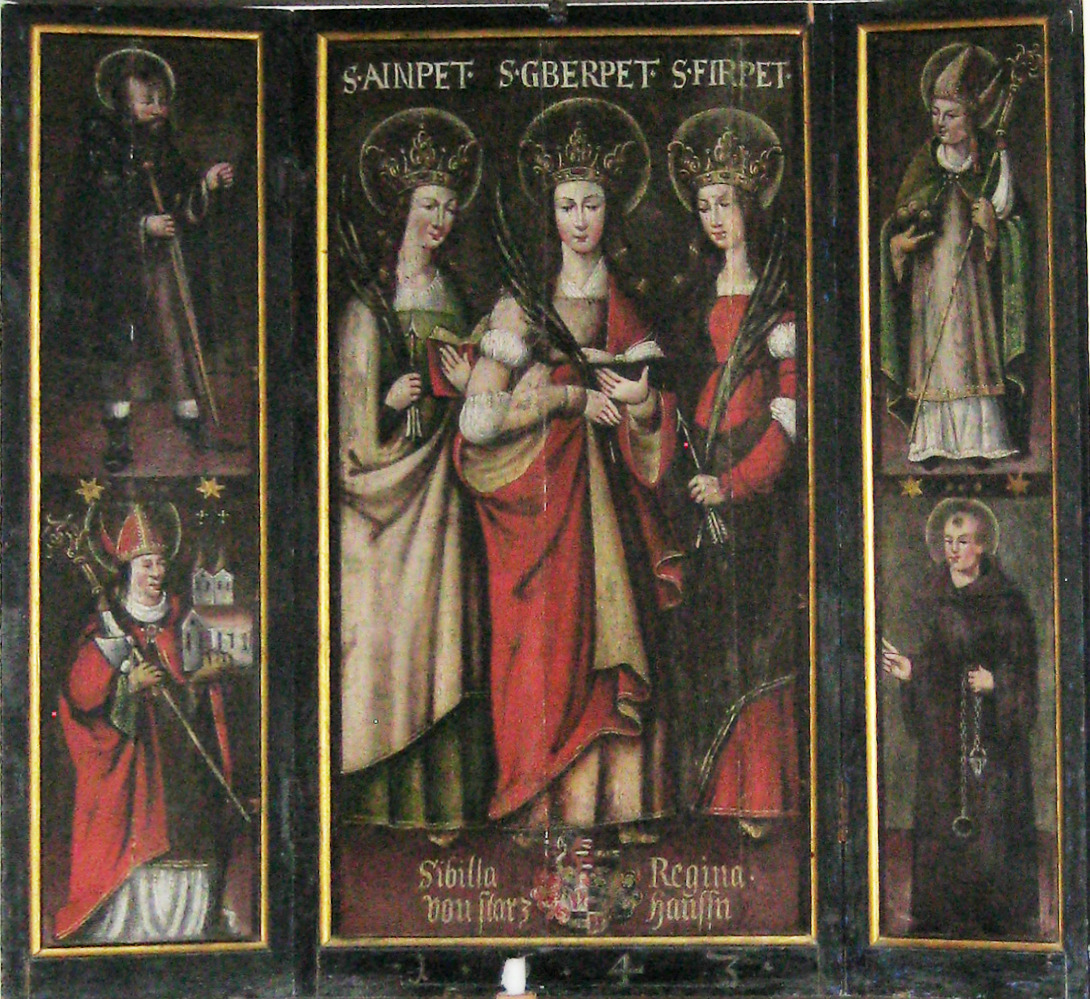
Triptychon mit den „Drei Bethen“ aus der ehemaligen Einbettl-Kapelle

Einbettl wird 1607 anlässlich eines Berichts des Propstes von Kloster Schlehdorf über eine wenige hundert Meter südlich Leutstettens stehende Holzkapelle erstmals schriftlich erwähnt. Ein weiterer Bericht besagt, dass es sich um einen Wallfahrtsort handelte an dem drei Bethen als Helferinnen bei Kinderwunsch und Geburt ebenso verehrt wurden wie als Beschützerinnen gegen die Pest. 1719 wurde die baufällig gewordene Andachtsstätte als Steinkonstruktion neu erbaut. Nach einem erheblichen Rückgang der Besucherzahlen ließ zu Beginn des 19. Jahrhunderts das Interesse am Erhalt der Kapelle nach. Teile ihrer Ausstattung wurden in die Kapelle des Schlosses Leutstetten verbracht, ein Tafelbild mit den Bethen Ainpet (von der sich der Ortsname ableitet), Gberpet und Firpet, eine Stiftung von Regina von Starzhausen, in Leutstettens Kirche St. Alto. Ein Käufer erwarb Grund und Gemäuer für 400 Gulden und erbaute hier sein Einbettlgütl, an anderer Stelle auch Schusterhäusl genannt.
1928 wird Einbettl als Ortsteil Leutstettens erwähnt und wie folgt beschrieben: Einöde, zur katholischen Pfarrei Gauting (gehörig) 6,5 km, Schule und Post zu Leutstetten (gehörig) 0,5 km, 2 Einwohner, 1 Wohngebäude. Ein ehemaliger Leutstettener Lehrer bezeichnet das Einbettlgütl noch 1953 als einzel stehendes Gehöft. Das starke Wachstum des Ortes durch Neubauten und Zuzug dürfte daher erst ab den 1960er Jahren erfolgt sein. Die Entwicklung war begünstigt durch die Lage Leutstettens am Fuße eines Endmoränenwalls, der den Ort hufeisenförmig umschließt und eine Dorferweiterung nur eingeschränkt möglich macht. Neue Bauten entstanden daher vornehmlich in der unmittelbar südwestlich anschließenden Flur Einbettl.

## Sehenswürdigkeiten

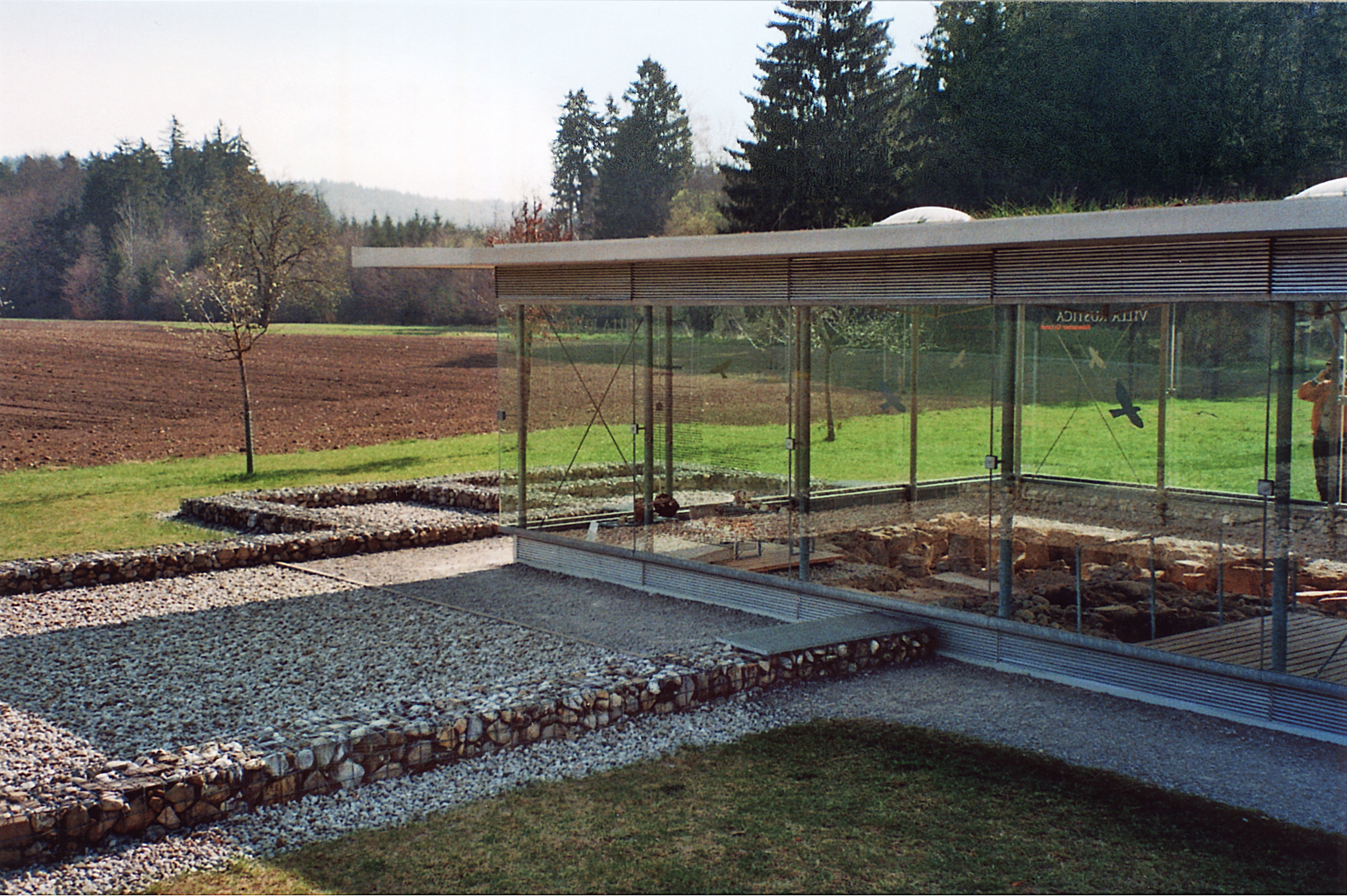
Schutzbau über der Villa Rustica bei Leutstetten

Über einen Wirtschaftsweg ist von Einbettl aus Leutstettens Villa rustica zu erreichen. Es handelt sich um einen römischen Gutshof aus dem zweiten Jahrhundert n. Chr., der archäologisch untersucht und teilweise freigelegt wurde.